# Franciszek Kostrzewski
Franciszek Kostrzewski (sinh ngày 19 tháng 4 năm 1826 tại Warsaw - mất ngày 30 tháng 9 năm 1911 tại Warsaw) là một họa sĩ minh họa người Ba Lan, họa sĩ hoạt họa, họa sĩ biếm họa, họa sĩ truyện tranh và là một họa sĩ theo chủ nghĩa hiện thực.

## Tiểu sử
Cha của Franciszek Kostrzewski làm quản lý của một điền trang ở Warsaw. Năm 1831, sau Khởi nghĩa tháng 11, gia đình ông chuyển đến một khu đất nông thôn ở tỉnh Sandomierz. Sau đó, ông trở lại Warsaw để theo đuổi việc học của mình.
Trước khi học xong cấp hai, Franciszek Kostrzewski cảm thấy chán chương trình học và quyết định trở thành một họa sĩ. Tuy nhiên, cha ông có những tính toán khác và đã tìm cho ông vị trí chuẩn úy hải quân. Không lâu sau, ông bị sa thải khi người giám sát phát hiện ông đang vẽ phác thảo trên các chứng từ quan trọng. Sau sự việc đó, cha ông cuối cùng cũng ưng thuận và vào năm 1844, ông bắt đầu học tại Trường Mỹ thuật ở Warsaw mới xây.
Ở trường, Franciszek Kostrzewski làm học trò của Jan Feliks Piwarski, Chrystian Breslauer và Aleksander Kokular. Trong quá trình học, ông đi khắp đất nước, vẽ phong cảnh, cảnh quan thành phố và sinh hoạt hàng ngày của người dân. Ông cũng có một thời gian ở Kielce theo lời mời của nhà sưu tập tranh lỗi lạc Tomasz Zieliński (1802-1858). Từ năm 1852 đến năm 1853, ông làm học trò của Henryk Pillati và vẽ trang trí cho tàu hơi nước.
Sau chuyến đi đến Đức và Paris vào năm 1856, Franciszek Kostrzewski định cư ở Warsaw và cộng tác vẽ minh họa cho một số ấn phẩm, bao gồm Tygodnik Ilustrowany, Kłosy (Ears) và Wędrowiec (The Wanderer). Ông là một trong nhiều người vẽ minh họa các tác phẩm của Adam Mickiewicz. Ông cũng vẽ minh họa cho các tác phẩm ít nổi tiếng bằng của Władysław Syrokomla và Teofil Lenartowicz.
Theo thời gian, các tranh minh họa của Franciszek Kostrzewski trở nên bớt tính phê phán hoặc châm biếm hơn và thể hiện cuộc sống thực tế ở thủ đô. Ông thường xuyên triển lãm tác phẩm tại Hội những người bạn Mỹ thuật Kraków và hội tương tự ở Warsaw, cũng như tại một số triển lãm thương mại. Năm 1891, Franciszek Kostrzewski cho xuất bản hồi ký của mình.

## Tác phẩm tiêu biểu

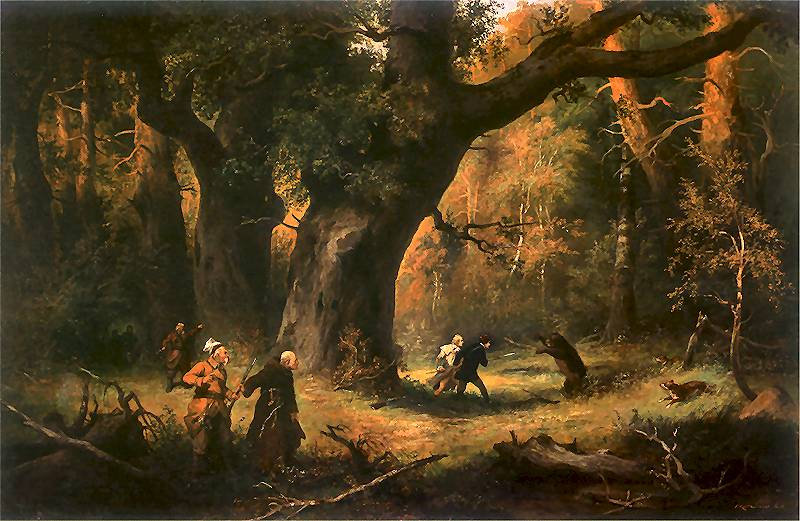
"Săn bắt": Minh họa cho sách của Pan Tadeusz
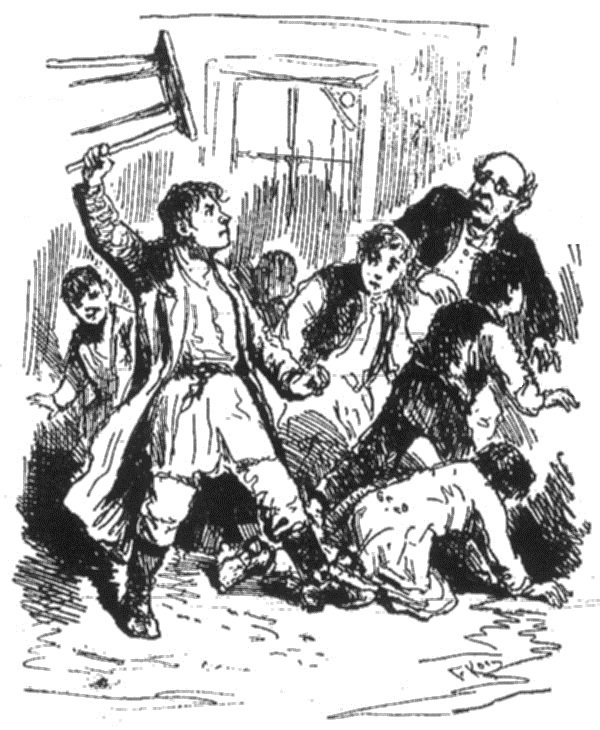
Minh họa cho sách Grześ the Illiterate của Michał Bałucki
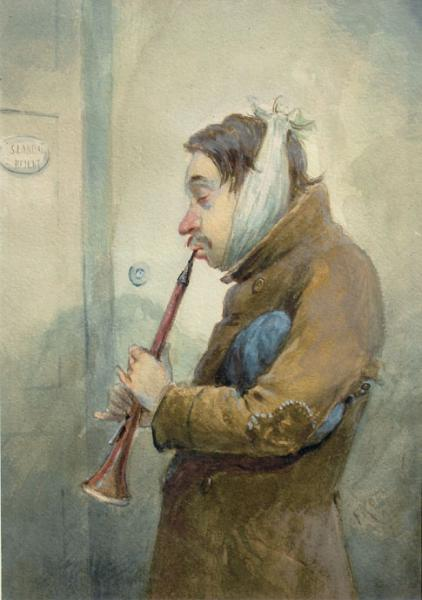
Người thổi tiêu
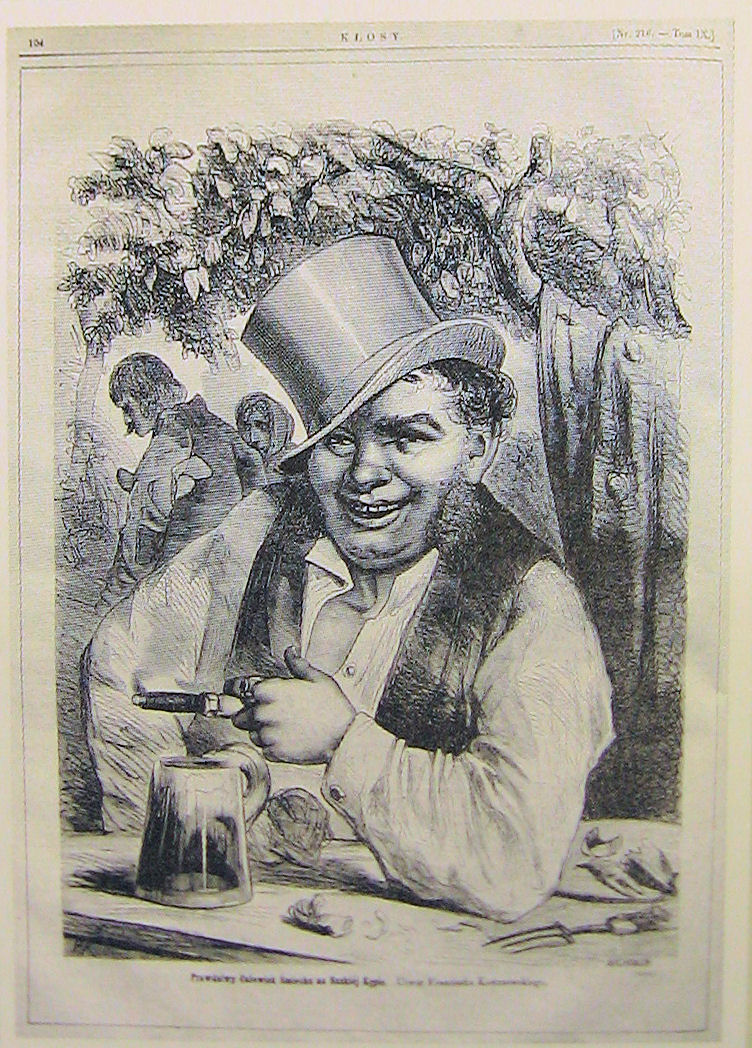
Người đàn ông vui tính ở Saska Kępa